# Теофраст
Теофра́ст (грец. Θεόφραστος; 371—287 до н. е.) — давньогрецький філософ, наступник Арістотеля в Лікеї. Приїхавши до Афін у молодому віці, він із самого початку навчався в Академії Платона. Після смерті Платона Теофраст став другом і послідовником Арістотеля. Арістотель зробив Теофраста спадкоємцем своїх праць та призначив його своїм наступником у Лікеї. Теофраст головував перипатетиками протягом 36 років. За його праці про рослини, Теофраста вважають «батьком ботаніки». Після його смерті, афіняни вшанували Теофраста публічним похороном. Стратон Лампсакський став його наступником на посаді керівника школи.
Зацікавлення Теофраста приставлені широким спектром, що простягався від біології та фізики і аж до етики та метафізики. Збережені праці з ботаніки, такі як «Історія рослин» та «Причини рослин», мали великий вплив на науку Відродження. Є й інші збережені праці: «Етичні характери», «Про сприйняття», «Про камені», фрагменти з «Фізики» та «Метафізики». У царині філософії, він вивчав граматику та мову і продовжував роботу над логікою Арістотеля. Теофраст також розцінював простір усього лише як упорядкування та положення тіл, час як випадковість руху, а рух як необхідний наслідок усієї діяльності. Щодо етики, то він вважав, що щастя залежить від зовнішніх впливів. Теофраст говорив, що «життям керує фортуна, а не мудрість».

## Життя
Найбільше біографічних відомостей про Теофраста надав Діоген Лаертський у своїй праці «Про життя, вчення та висловлювання славетних філософів», що була написана більш ніж 400 років після смерті Теофраста. Він був уродженцем Ерессосу, що на острові Лесбос. Його справжнє ім'я Тиртамус (Τύρταμος), але він згодом став відомий своїм прізвиськом «Теофраст», що йому його дав Арістотель, щоб таким чином показати витонченість його мови.(з давньогрецької Θεός «бог» а φράζειν «формулювати, фразувати», тобто «божественний оратор»).

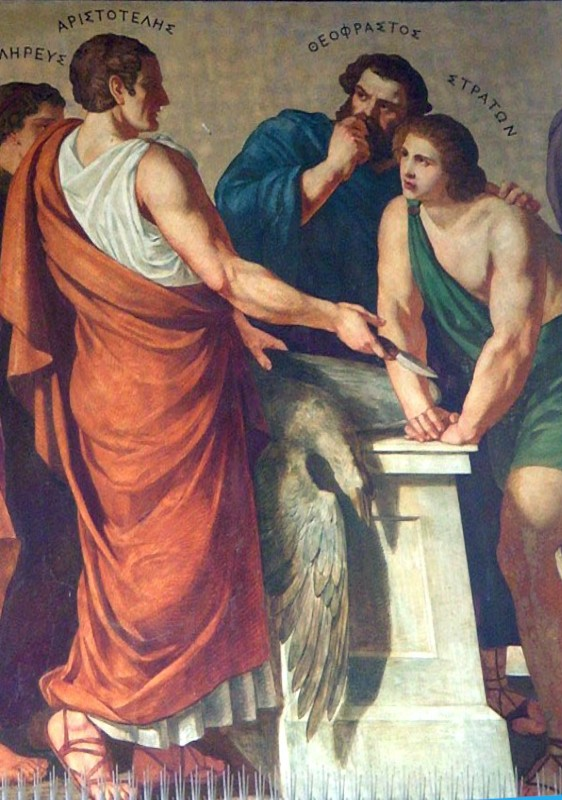
Арістотель, Теофраст і Стратон Лампсакський

Одержавши деякі знання з філософії, на острові Лесбос, у якогось Алкіппа, Теофраст переїхав до Афін, де навчався під керівництвом Платона. Там він подружився з Арістотелем, адже після смерті Платона (348/7 р. до н. е.), Теофраст, скоріш за все, приєднався до Арістотеля і покинув Афіни. Згодом, цілком ймовірно, через спонукання Теофраста, Арістотель переїхав до Мітилени, що на острові Лесбос. Очевидним є й те, що саме на Лесбосі, Арістотель та Теофраст почали своє дослідження природничої науки. Арістотель вивчав тварин, в той час як Теофраст — рослини. Теофраст також супроводжував Арістотеля до Македонії, де останнього призначили приватним вчителем Александра Великого(343/2 р.до н. е.). Близько 335 року до н. е., Теофраст переїхав з Арістотелем до Афін, де Арістотель почав викладати у Лікеї. Після смерті Александра, антимакедонський настрій змусив Арістотеля покинути Афіни, тому Теофраста призначили схолархом у перипатетиків (Лікей). Він займав цю посаду й після смерті Арістотеля (322/1 до н. е.).
Арістотель у своєму заповіті призначив його опікуном своїх дітей, у тому числі й Нікомаха, з яким Теофраст був близьким другом. Арістотель так само заповів йому свою бібліотеку, оригінали своїх праць та призначив його своїм наступником у Лікеї. Евдем Родоський теж пред'являв своє право на цю посаду, а Аристоксен, кажуть, навіть був обурений вибором Арістотеля.
Теофраст головував Лікеєм протягом 35 років та, згідно з Діогеном, помер у віці 85 років. Йому приписують наступні слова: «Ми помираємо тоді, коли тільки починаємо жити».
Під час його керівництва школа процвітала, адже, як стверджував Діоген, в один період там навчалося більш ніж 2000 студентів. Теофраст також заповів, щоб після його смерті, школі передали його сад з будинком та колонадою, щоб зробити там постійне місце викладання. Давньогрецький комедіограф Менандр був одним з його учнів. Теофраст був досить таки відомий, до нього з повагою ставилися басилевси Філіпп, Кассандр та Птолемей. Теофраста вшанували публічним похороном, де «всі мешканці Афін, у знак великої поваги, проводжали його в останню путь» Стратон Лампсакський змінив його на пості голови Лікеї.

## Праці

«Історія рослин»(Historia plantarum), 1549

Від Діогена Лаертського ми дізналися, що Теофраст написав 227 праць. Справляється враження, що його діяльність була задіяна у всіх сферах тогочасної науки. Трактування тих, чи інших питань у творах Теофраста не дуже різняться від поглядів Арістотеле, але в них наявні й деякі додаткові деталі. Більшість його праць не збереглись. Таким чином, Теофраст, як й Арістотель, написав першу та другу «Аналітику» (Ἀναλυτικῶν προτέρων та Ἀναλυτικῶν ὑστέρων). Він також писав книги про «Топіку» (Ἀνηγμένων τόπων, Τοπικῶν та Τὰ πρὸ τῶν τόπων); про «Аналіз силогізму» (Περὶ ἀναλύσεως συλλογισμῶν та Περὶ συλλογισμῶν λύσεως), про «Софізм» (Σοφισμάτων) та «Про підтвердження і спростування» (Περὶ καταφάσεως καὶ ἀποφάσεως), також про «Природничу філософію» (Περὶ φύσεως, Περὶ φυσικῶν, Φυσικῶν та інші), про «Небеса» (Περὶ οὐρανοῦ) та «Метереологічні феномени» (Τῆς μεταρσιολεσχίας та Μεταρσιολογικῶν).

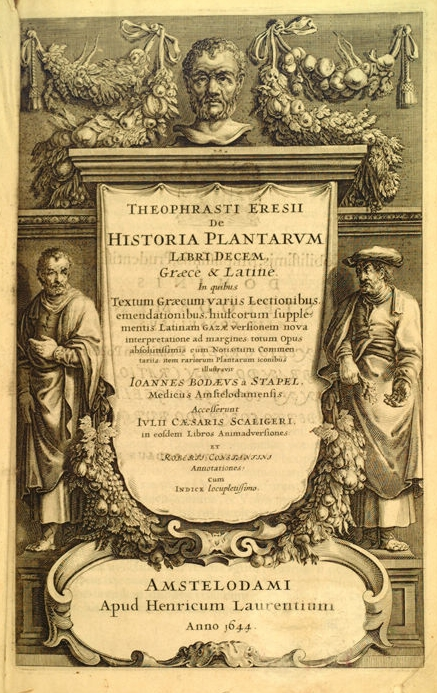
Фронтиспіс до ілюстрованого видання «Історії рослин»(Historia plantarum),1644

Крім того, Теофраст писав про «Зігрівання та охолодження» (Περὶ θερμοῦ καὶ ψυχροῦ), про «Воду» (Περὶ ὕδατος), «Вогонь» (Περὶ πυρὸς), «Море» (Περὶ θαλάττης), про «Коагуляцію та плавлення» (Περὶ πήξεων καὶ τήξεων), про усілякі феномени органічного та духовного життя, а також про «Душу» (Περὶ ψυχῆς), «Про досвід» (Περὶ ἐμπειρίας) та «Про сприйняття» (Περὶ αἰσθήσεων). Так само, є згадки про монографії Теофраста (їх використовував Сімплікій), що були присвячені раннім грецьким філософам, таким як Анаксімен, Анаксагор, Емпедокл, Архелай, Діоген Аполлонійський, Демокріт ; а також монографії про Ксенократа, проти платонізму та нарис про політичне вчення Платона.
Він також вивчав загальну історію. Праця Теофраста «Про життєписи» (Περὶ βίων), можливо, використовувалась Плутархом для написання життєписів Лікурга, Солона, Арістіда, Перікла, Нікія, Алківіада, Лісандра, Агесілая. Але найбільше зусиль Теофраст докладав для продовження вивчення природничої історії, якою займався Арістотель. Про це свідчать не тільки кількість трактатів на окремі теми з зоології, від яких, окрім назв, збереглись тільки уривки, але й його книги «Про камені», «Історія рослин», та «Причини рослин», що дійшли до нас у повному обсязі. Щодо політики, то Теофраст ступив на стезю Арістотеля. Окрім його книг про «Державу» (Πολιτικῶν та Πολιτικοῦ), нам відомі різні трактати про «Освіту» (Περὶ παιδείας βασιλέως і Περὶ παιδείας),, «Королівську владу»(Περὶ βασιλείας, Περὶ παιδείας βασιλέως та Πρὸς Κάσανδρον περὶ βασιλείας), «Найкращу державу» (Περὶ τῆς ἀρίστης πολιτείας), про «Політичну етику» (Πολιτικῶν ἐθῶν) та, особливим чином, його праці про «Закони» (Νόμων κατὰ στοιχεῖον, Νόμων ἐπιτομῆς і Περὶ νόμων), одна з яких, містячи перерахування законів Греції та різних варварських держав, мала стати супутницею «Політики» Арістотеля. Він також писав про ораторське мистецтво та поезію. Теофраст, без сумніву, пішов далі від Арістотеля у своїх етичних працях, а також у метафізичних дослідах руху, душі і Бога.
Окрім цих праць, Теофраст ще написав декілька збірок задач. Деякі деталі з цих збірок щонайменше перекочували до «Проблем»(приписують Арістотелю), різних хронік, частково діалогів («Еротік» (Ἐρωτικός), «Мегакл» (Μεγακλῆς), «Кахлісфен» (Καλλισθένης), та «Мегарік» (Μεγαρικός),), листів, почасти книг на тему математичних наук та їхньої історії.
Багато робіт, що збереглися, існують тільки у фрагментарному вигляді. Текст цих фрагментів та уривків часто настільки зіпсований, що історія про те, що праці Арістотеля та Теофраста животіли у підвалах Нелея Скепсіського та його нащадків, може виявитися цілком правдивою.

### Про рослини

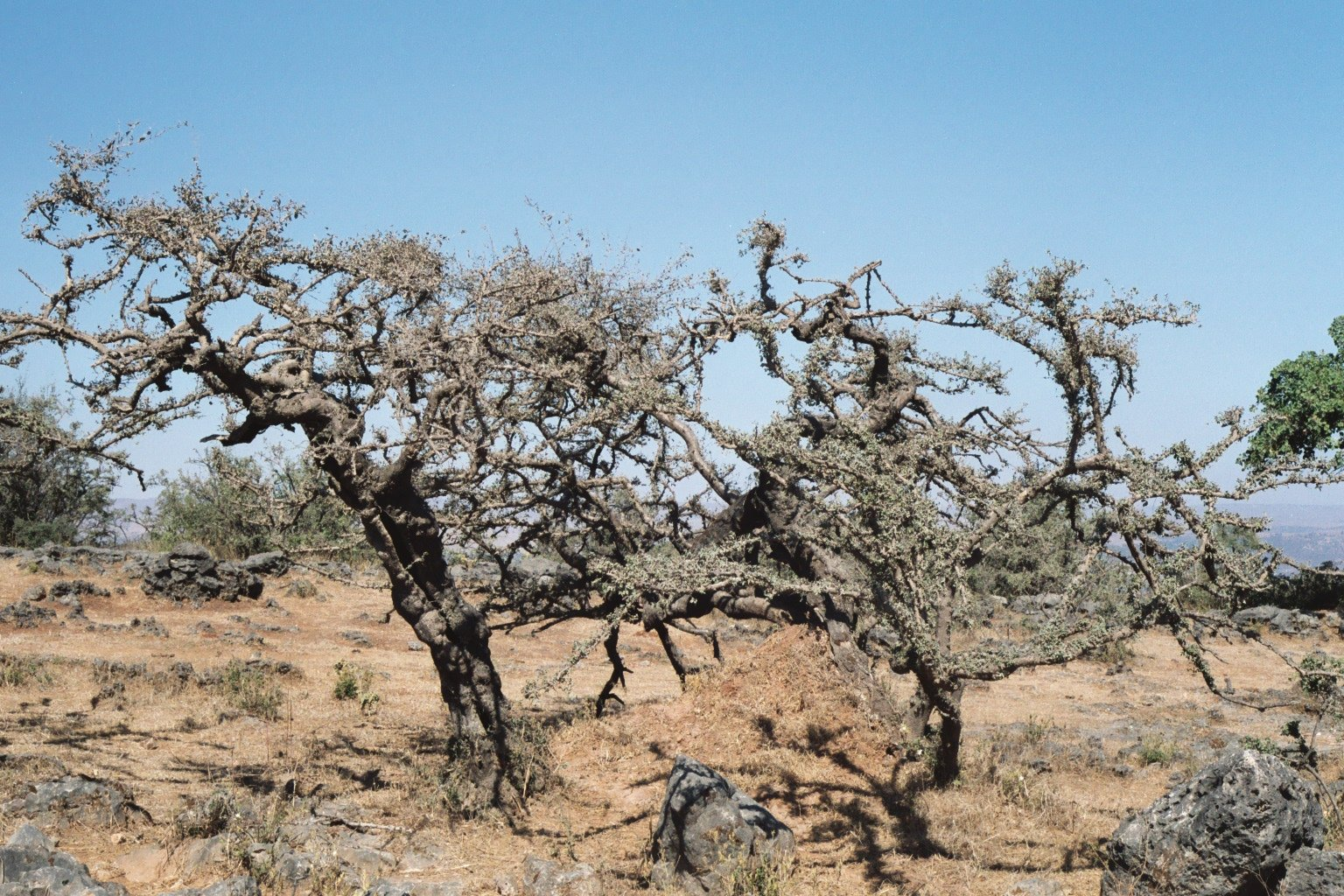
Ладан у Дофарі

«Історія рослин» (Περὶ φυτῶν ἱστορία) та «Причини рослин» (Περὶ φυτῶν αἰτιῶν) — два найзначніші ботанічні трактати Теофраста, що вважалися найголовнішим внеском до ботанічної науки в часи Античності та Середньовіччя. Це перша систематизація ботанічного світу. Саме через важливість цих праць, розділяючи погляд Карла Лінея, Теофраста називають «батьком ботаніки».
Трактат «Історія рослин» первинно складався з десяти книг, проте до нас дійшло лише дев'ять. Праця упорядкована у систему, за якою рослини класифікуються у залежності від їхнього способу відтворення, місця розташування, розмірів, а також згідно з їхнім практичним застосуванням. Перша книга розглядає будову рослин; друга — репродукцію рослин; третя, четверта, п'ята присвячена деревам, тобто їхній локації, різновидам та практичним застосуванням; шоста книга має справу з чагарниками та колючими рослинами; сьома — з травами; восьма розглядає рослини, що дають їстівні насіння; дев'ята книга розповідає про рослини, що виробляють корисні соки, клеї, смоли і т. д..

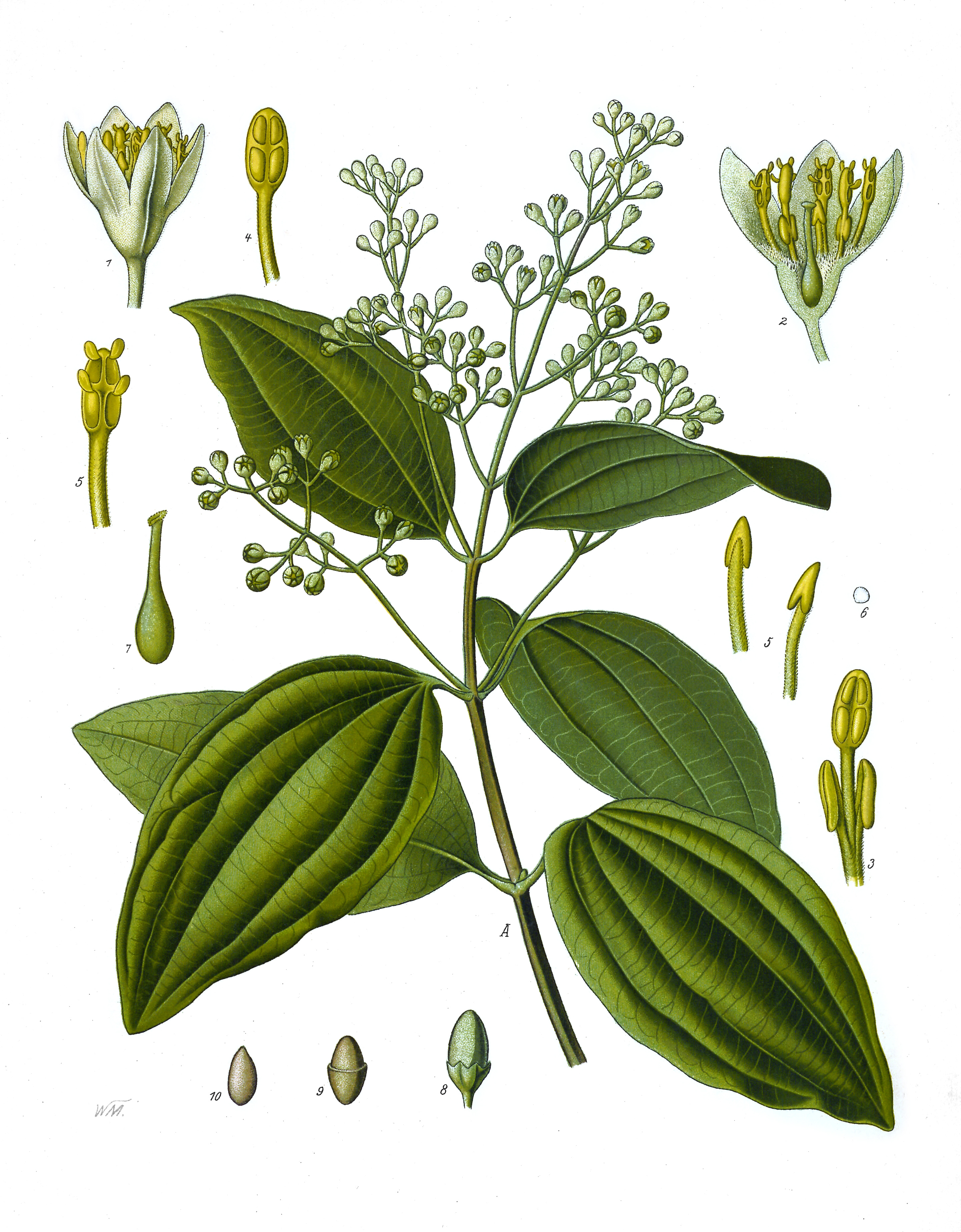
Кориця(Cinnamomum verum), з «Лікувальних рослин Кьолера»(Köhler's Medicinal Plants), (1887)

Трактат «Причини рослин» оригінально складався з восьми книг, з яких збереглось тільки шість. Праця описує ріст рослин; те, що впливає на їхню родючість; час посіву рослин та час збору врожаю; методи підготовки землі, удобрення її гноєм, використання різних пристроїв; запахи, смаки та властивості різних видів рослин. Праця розглядає економічний аспект використання рослин, радше ніж їх медичне використання.

Незважаючи на те, що праці містять багато безглуздих та вигаданих тверджень, але вони також містять корисні та важливі спостереження щодо функцій та властивостей рослин. Теофраст виявив процес пророщування та усвідомив усю важливість для рослин клімату та ґрунту. Більшість інформації про грецькі рослини надійшли з його власних спостережень, адже Теофраст подорожував по всій Греції та навіть мав свій власний ботанічний сад. Однак, Теофраст також користувався й повідомленнями про рослини Азії, що їх привезли прихильників Александра Македонського :
|  | Прибічникам Александра Теофраст був зобов'язаний розповідями про такі рослини, як бавовник, баньян, перець, кориця, мирра та ладан |

### Характери
Його книга «Характери» (Ἠθικοὶ χαρακτῆρες) заслуговує окремої згадки. Збірка складається з 30 коротких нарисів про людські типи, де зображується підлесник, балакун, хвалько, гордій, буркотун і т. д., до того ж кожен з них майстерно змальований яскравими ситуаціями, в яких цей тип проявляється. Теофраст знайшов багатьох імітаторів такого стилю письма, зокрема його послідовниками були Джозеф Голл, Томас Овербері, Джон Ерл та Жан де Лабрюєр, який також переклав «Характери». Праця надихала й Джорджа Еліота, адже в нього є збірка сатири, що зветься «Враження від Теофраста як такого».

### Про сприйняття
Трактат «Про сприйняття» має важливе значення як відомість про вчення інших давньогрецьких філософів щодо цього питання. У VI столітті, Пріскіан Лідійський написав переказ та коментар до цієї праці. До такого виду роботи ми можемо віднести наступні фрагменти праць: «Про запахи», «Втома», «Запаморочення», «Потіння», «Непритомність», «Параліч» та «Насолода».

### Фізика
Ми також маємо фрагменти з «Історії фізики»(Περὶ φυσικῶν ἱστοριῶν). З такого типу робіт, до нас дійшли й частини праць про «Вогонь» і «Вітри» й свідчення про такі праці як «Води» та «Грози». Різні малі наукові фрагменти були зібрані у виданнях Йоганна Шнайдера, Фрідріха Віммера та Германа Узенера.

### Метафізика
«Метафізика» у 9 розділах (анахронічна грецька назва:Θεοφράστου τῶν μετὰ τὰ φυσικά) розглядалася Узенером у його виданні (Theophrastos, Metaphysica, Bonn, 1890) як частина значно більшої праці, а згідно з виданням Росса і Фобеса (Theophrastus, Metaphysica, Oxford, 1929), трактат є завершеним, хоча ця думка і не є загальноприйнятою. Немає жодної підстави приписувати працю іншому автору тільки через те, що вона буцімто не була згадана Герміппом та Андроніком Родоським, особливо коли про неї згадував Микола Дамаський.

### Про камені

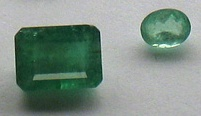
Смарагд

У його трактаті «Про камені» (Περὶ λίθων), який використовувався як джерело для інших лапідаріїв аж до періоду Відродження, Теофраст систематизував каміння та коштовності, опираючись на їхню реакцію на нагрівання, а також групував мінерали за їхніми спільними якостями (наприклад бурштин та магнетит у нього відносились до однієї ж і тої групи, адже вони мали силу притягання). Він також дає коментар, щодо впливу на мінерали високих температур та їхню відмінну твердість.
Теофраст описує різні види мармуру; згадує вугілля, що його використовують робочі по металу; описує різні залізні руди; він знає, що пемза має вулканічне походження. Він також розглядає дорогоцінне каміння, смарагди, аметисти, онікс, яшму і т. д., та описує якийсь різновид синього «сапфіра» з золотими прожилками(очевидно лазурит).
Він знав, що перли дістають з мушлі та те, що корали походять з Індії. Він також говорить про скам'янілі залишки органічного життя. Теофраст вперше згадав про такий феномен як піроелектрика, підмітивши, що мінерал турмалін заряджається при нагріванні. Він також обмірковує практичне використання усіляких каменів, як наприклад те, які мінерали необхідні для виробництва окулярів, для виготовлення різних пігментів фарби та для вироблення сухих будівельних матеріалів. Теофраст обговорює використання базальту для перевірки золота та золотих сплавів, важлива властивість якого була розв'язана геніальним Архімедом декілька років потому, коли його попросили розглянути підозріле зниження якості корони.
Багато рідкісних мінералів видобували з копалень, тому Теофраст згадує відомі копальні Кіпру, Лавріонські срібні копальні та, звичайно, золоті копальні Греції. Лавріонські срібні копалини, що перебували у власності держави, здавалися в оренду під визначену суму та певний відсоток від видобутку. Наприкінці V ст. до н. е., частково через спартанську окупацію Декелеї, видуботок падає. Але копальні й надалі розробляються, хоча, Страбон зазначає, що за його життя вже всі шлами були перероблені, а Павсаній говорить про копальні як про пережиток минувшини. Теофраст написав окрему працю «Про гірництво», яка, як і більшість його праць, не збереглась.
Пліній Старший посилається на використання праці «Про камені» у своїй «Природничій історії», але, безумовно, він модернізував та додав свою власну нову інформацію про мінерали. Не зважаючи на те, що дослідження Плінія у цій царині значно ширше аніж у Теофраста, Теофраст все-таки більш систематичний та в нього спостерігається відносно мала кількість вигадок. Саме цим двом працям ми завдячуємо появі мінералогії, а згодом й геології.

## Філософія

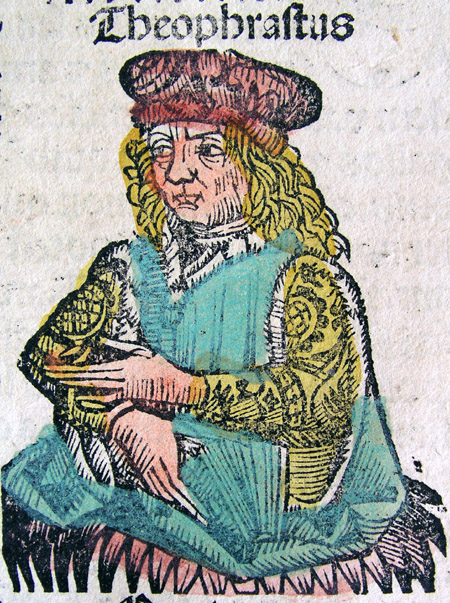
Теофраст. Зображення з «Нюрнберської хроніки»

Теофраст у своїй філософії наслідував доктрини Арістотеля, але визначити наскільки він їх осягнув та розробив із своєї точки зору ми можемо тільки частково, адже левова частка його праць не збереглась. Більшість його думок відомі нам тільки з праць таких філософів, як Александр Афродизійський та Сімплікій.

### Логіка
Теофраст розвивав граматичне підґрунтя логіки і риторики, адже у своїй книзі про частини мови, він розділяв головні частини мови від залежних частин, а також прямі висловлювання (κυρία λέξις kuria lexis) від метафоричних. Теофраст також розглядав емоційність мовлення (πάθη pathe). Згодом він почав розрізняти подвійну референцію мови (σχίσις schisis), тобто щодо речей(πράγματα pragmata) та щодо слухачів, де до останньої відносив поезію та риторику.
Він детально писав про єдність судження, про різні види запозичень та про відмінність між умовною та безумовною потрібністю. У своєму вченні про силогізми, він висунув доказ конверсії загальних стверджувальних суджень. То там, то сям, Теофраст розходився в думках з Арістотелем, щодо укладання та упорядкування способів (modi) силогізмів, частково щодо їхнього доведення, щодо впливу способу передумови на спосіб умовиводу.

### Фізика та метафізика

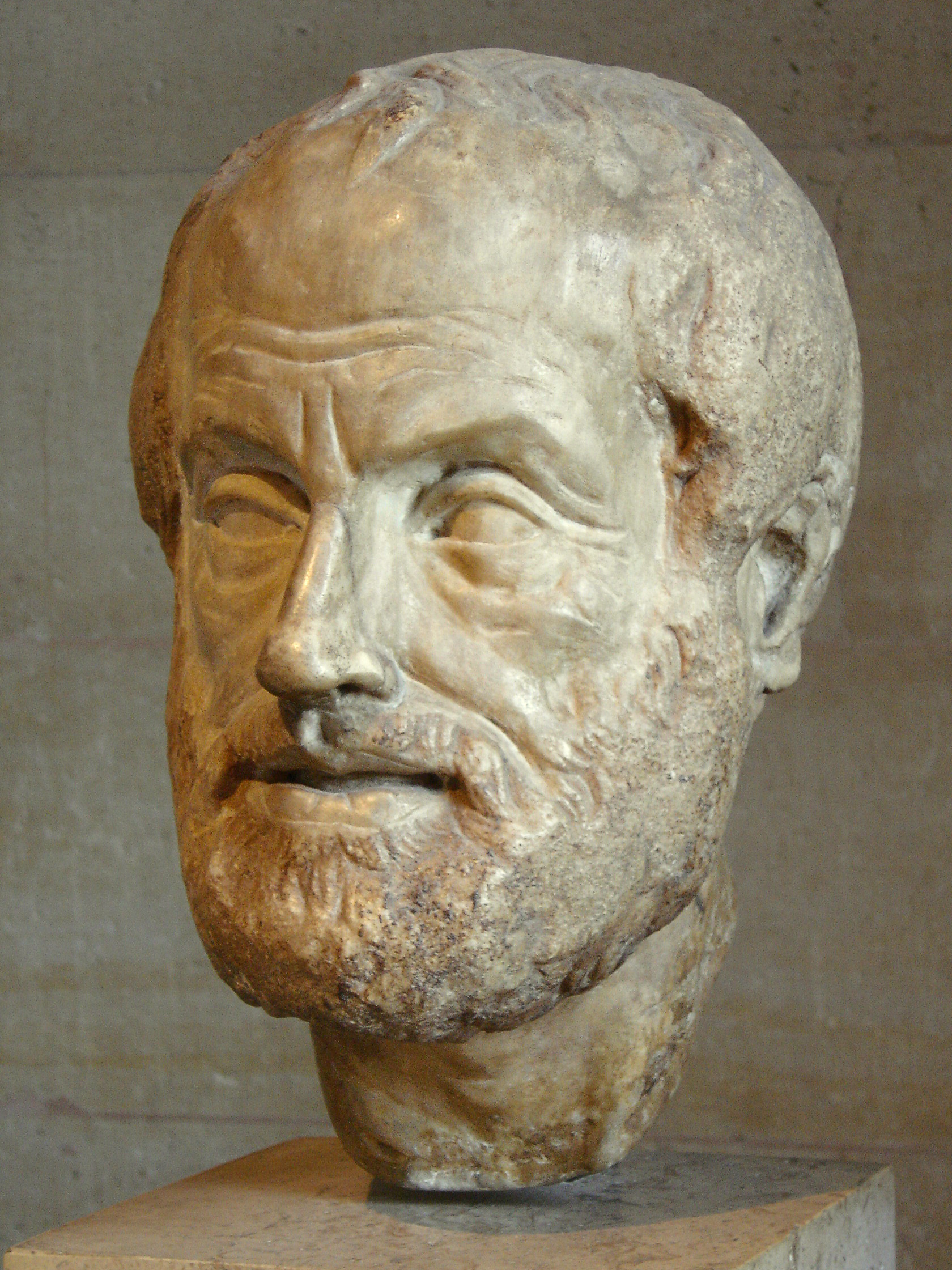
Арістотель

### Етика

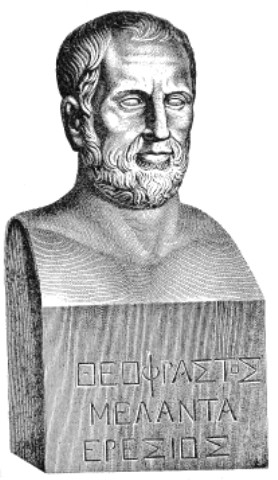
Погруддя з написом «Θεόφραστος Μελάντα Ἐρέσιος (Theophrastos Melanta Eresios)»

Теофраст був проти вживання м'яса, адже він вважав, що це нечесно позбавляти життя тварин. Він казав, що нелюдські створіння теж можуть мислити, розуміти і відчувати.
Теофраст визнавав, що щастя залежить не тільки від чеснот, але й від зовнішніх впливів. Він казав, що «життям керує фортуна, а не мудрість» (vitam regit fortuna non sapientia).

## У популярній культурі
У графічному романі Serenity: Leaves on the Wind («Сереніті: Листя на вітрі») світ назвали «Теофрастом», можливо, натякаючи на ботанічну кваліфікацію вченого. Світ цей покритий зеленю та приємний.

## Переклади українською
- Алкіфрон. Листи гетер. Теофраст. Характери. Переклад з давньогрецької Дзвінки Коваль. — Львів: видавництво «Апріорі», 2020. — 92 с. ISBN 978-617-629-643-0

### Праці Теофраста
- Metaphysics (=On First Principles).
  - Translated by M. van Raalte, 1993, Brill.
  - On First Principles. Translated by Dimitri Gutas, 2010, Brill.
- Enquiry into Plants: Books 1-5. Translated by A. F. Hort, 1916. Loeb Classical Library. ISBN 0-674-99077-3 Vol 1 — Vol 2
- Enquiry into Plants: Books 6-9; Treatise on Odours; Concerning Weather Signs. Translated by A. F. Hort, 1916. Loeb Classical Library. ISBN 0-674-99088-9
- De Causis Plantarum. Translated by B. Einarson and G. Link, 1989—1990. Loeb Classical Library. 3 volumes: ISBN 0-674-99519-8, ISBN 0-674-99523-6, ISBN 0-674-99524-4.
- On Characters [Архівовано 4 вересня 2015 у Wayback Machine.] (гр.)
  - Translated by R.C. Jebb [Архівовано 31 травня 2010 у Wayback Machine.], 1870.
  - Translated by J. M. Edmonds, 1929, with parallel text.
  - Translated by J. Rusten, 2003. Loeb Classical Library. ISBN 0-674-99603-8
- On Sweat, On Dizziness and On Fatigue. Translated by W. Fortenbaugh, R. Sharples, M. Sollenberger. Brill 2002. ISBN 90-04-12890-5
- On Weather Signs.
  - Translated by J. G. Wood, G. J. Symons, 1894.
  - Edited by Sider David and Brunschön Carl Wolfram. Brill 2007.
- On Stones [Архівовано 16 березня 2010 у Wayback Machine.]

### Праці про Теофраста
- Project Theophrastus, edited by William Fortenbaugh et al. Brill.
  - Sources for His Life, Writings, Thought and Influence (two volumes), 1992.
    - I. Life, Writings, Various Reports, Logic, Physics, Metaphysics, Theology, Mathematics.
    - II. Psychology, Human Physiology, Living Creatures, Botany, Ethics, Religion, Politics, Rhetoric and Poetics, Music, Miscellanea.

  - Commentary, 9 volumes planned; published volumes:
    - 2. Logic, by Pamela Huby 21.06.2025; with contributions on the Arabic material by Dimitri Gutas.
    - 3.1. Sources on Physics (Texts 137—223), by R. W. Sharples 21.06.2025.
    - 4. Psychology (Texts 265—327), by Pamela Huby 21.06.2025; with contributions on the Arabic material by Dimitri Gutas.
    - 5. Sources on Biology (Human Physiology, Living Creatures, Botany: Texts 328—435), by R. W. Sharples 21.06.2025.
    - 6.1. Sources on Ethics, by William W. Fortenbaugh; with contributions on the Arabic material by Dimitri Gutas 21.06.2025.
    - 8. Sources on Rhetoric and Poetics (Texts 666—713), by William W. Fortenbaugh 21.06.2025; with contributions on the Arabic material by Dimitri Gutas.
    - 9.2 Sources on Discoveries and Beginnings, Proverbs et al. (Texts 727—741), by William W. Fortenbaugh 21.06.2025.